# Nathan D'Haemers
Nathan D'Haemers, né le 26 janvier 1978 à Evergem (Belgique), est un footballeur international belge.
Évoluant généralement comme milieu de terrain, Nathan D'Haemers a joué la majeure partie de sa carrière à Waregem, d'abord au KSV Waregem et ensuite au SV Zulte Waregem.
Il compte une sélection en équipe nationale, en 2006.

## Biographie
Formé au KSK De Jeugd Lovendegem, Nathan D'Haemers rejoint en 1998 le KSV Waregem, club de deuxième division où il joue six matches la première saison, qui se termine par sa relégation à l'échelon inférieur. En proie à des difficultés financières, l'équipe est finalement radiée pour dettes en 2001. Le Zultse VV reprend alors les anciennes installations du club et se rebaptise SV Zulte Waregem, où D'Haemers continue d'évoluer. 
Entraîné par Francky Dury, le nouveau club de Waregem connaît une progression rapide dans les championnats belges : champion de Division 3 en 2002, il remporte le championnat de Division 2 et accède à l'élite en 2005. Pour sa première saison dans l'élite, D'Haemers dispute 31 matchs et son club termine au septième rang. Il ne dispute toutefois pas la finale de la Coupe de Belgique remportée par ses coéquipiers.
Le 6 mai 2006, il joue son premier et seul match avec l'équipe nationale belge, lors d'une rencontre amicale face à l'Arabie saoudite.
Alors que son équipe s'ancre dans l'élite, il perd progressivement sa place de titulaire et quitte finalement Waregem en 2008 pour le KSK Beveren, où il signe un contrat de trois ans. En 2010, son club est relégué en troisième division et cesse ses activités, dans le cadre d'un rapprochement avec le Red Star Waasland, qui prend alors le nom de Waasland-Beveren.
Non repris dans l'équipe issue de ce rapprochement, il décide de rejoindre son club formateur, le KSK De Jeugd Lovendegem, en première provinciale. Il y joue trois saisons puis, en 2013, signe avec le KFC Eendracht Zele, une équipe de Promotion. Il y remporte le titre en fin de saison puis décide de retourner vers les séries provinciales en rejoignant les rangs du KFC Evergem Center.

## Palmarès
- International A en 2006
- Champion de Belgique de Division 2 en 2005 avec Zulte Waregem.
- Champion de Belgique de Division 3 en 2002 avec Zulte Waregem.
- Champion de Belgique de Promotion en 2014 avec le KFC Eendracht Zele.

## Statistiques
| Saison                | Club                    | Championnat           | Championnat | Championnat | Coupe(s) nationale(s) | Coupe(s) nationale(s) | Compétition(s) continentale(s) | Compétition(s) continentale(s) | Compétition(s) continentale(s) | Belgique | Belgique | Total | Total |
| Saison                | Club                    | Division              | M.          | B.          | M.                    | B.                    | Comp.                          | M.                             | B.                             | M.       | B.       | M.    | B.    |
| 1996-1997             | KSK De Jeugd Lovendegem | Promotion             | 23          | 5           | 1                     | 0                     | -                              | 0                              | 0                              | 0        | 0        | 24    | 5     |
| 1997-1998             | KSK De Jeugd Lovendegem | Promotion             | 14          | 4           | 0                     | 0                     | -                              | 0                              | 0                              | 0        | 0        | 14    | 4     |
| Sous-total            | Sous-total              | Sous-total            | 37          | 9           | 1                     | 0                     | -                              | 0                              | 0                              | 0        | 0        | 38    | 9     |
| 1998-1999             | KSV Waregem             | Division 2            | 5           | 0           | 0                     | 0                     | -                              | 0                              | 0                              | 0        | 0        | 5     | 0     |
| 1999-2000             | KSV Waregem             | Promotion             | 30          | 5           | 4                     | 4                     | -                              | 0                              | 0                              | 0        | 0        | 34    | 9     |
| 2000-2001             | KSV Waregem             | Promotion             | 25          | 3           | 2                     | 0                     | -                              | 0                              | 0                              | 0        | 0        | 27    | 3     |
| Sous-total            | Sous-total              | Sous-total            | 60          | 8           | 6                     | 4                     | -                              | 0                              | 0                              | 0        | 0        | 66    | 12    |
| 2001-2002             | SV Zulte Waregem        | Division 3            | 11          | 1           | 1                     | 1                     | -                              | 0                              | 0                              | 0        | 0        | 12    | 2     |
| 2002-2003             | SV Zulte Waregem        | Division 2            | 30          | 6           | 1                     | 0                     | -                              | 0                              | 0                              | 0        | 0        | 31    | 6     |
| 2003-2004             | SV Zulte Waregem        | Division 2            | 31          | 6           | 1                     | 0                     | -                              | 0                              | 0                              | 0        | 0        | 32    | 6     |
| 2004-2005             | SV Zulte Waregem        | Division 2            | 35          | 8           | 3                     | 2                     | -                              | 0                              | 0                              | 0        | 0        | 38    | 10    |
| 2005-2006             | SV Zulte Waregem        | Jupiler Pro League    | 31          | 4           | 6                     | 2                     | -                              | 0                              | 0                              | 1        | 0        | 38    | 6     |
| 2006-2007             | SV Zulte Waregem        | Jupiler Pro League    | 11          | 1           | 2                     | 1                     | C3                             | 4                              | 0                              | 0        | 0        | 17    | 2     |
| 2007-2008             | SV Zulte Waregem        | Jupiler Pro League    | 20          | 1           | 1                     | 0                     | -                              | 0                              | 0                              | 0        | 0        | 21    | 1     |
| Sous-total            | Sous-total              | Sous-total            | 169         | 27          | 15                    | 6                     | -                              | 4                              | 0                              | 1        | 0        | 189   | 33    |
| 2008-2009             | KSK Beveren             | Division 2            | 33          | 2           | 3                     | 0                     | -                              | 0                              | 0                              | 0        | 0        | 36    | 2     |
| 2009-2010             | KSK Beveren             | Division 2            | 19          | 1           | 0                     | 0                     | -                              | 0                              | 0                              | 0        | 0        | 19    | 1     |
| Sous-total            | Sous-total              | Sous-total            | 52          | 3           | 3                     | 0                     | -                              | 0                              | 0                              | 0        | 0        | 55    | 3     |
| 2010-2011             | KSK De Jeugd Lovendegem | 1re Provinciale       | -           | -           | -                     | -                     | -                              | 0                              | 0                              | 0        | 0        | 0     | 0     |
| 2011-2012             | KSK De Jeugd Lovendegem | 1re Provinciale       | -           | -           | -                     | -                     | -                              | 0                              | 0                              | 0        | 0        | 0     | 0     |
| 2012-2013             | KSK De Jeugd Lovendegem | 1re Provinciale       | 27          | 7           | 1                     | 0                     | -                              | 0                              | 0                              | 0        | 0        | 28    | 7     |
| Sous-total            | Sous-total              | Sous-total            | 27          | 7           | 1                     | 0                     | -                              | 0                              | 0                              | 0        | 0        | 28    | 7     |
| 2013-2014             | KFC Eendracht Zele      | Promotion             | 17          | 0           | 4                     | 0                     | -                              | 0                              | 0                              | 0        | 0        | 21    | 0     |
| Sous-total            | Sous-total              | Sous-total            | 17          | 0           | 4                     | 0                     | -                              | 0                              | 0                              | 0        | 0        | 21    | 0     |
| Total sur la carrière | Total sur la carrière   | Total sur la carrière | 350         | 48          | 29                    | 10                    | -                              | 4                              | 0                              | 1        | 0        | 384   | 58    |